# Häsichenbraut

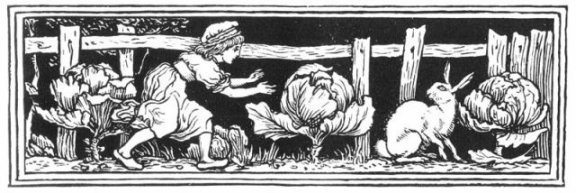
Illustration von Walter Crane, 1890

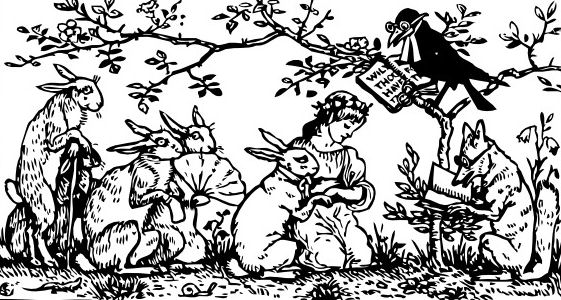
Illustration von Walter Crane, 1890

Häsichenbraut ist ein Märchen (ATU 311). Es steht in den Kinder- und Hausmärchen der Brüder Grimm ab der 2. Auflage von 1819 an Stelle 66 (KHM 66) in stark mit hochdeutschen Elementen durchmischtem Plattdeutsch. Bis zur 3. Auflage schrieb sich der Titel Häsichen-Braut.

## Inhalt
Eine Frau schickt ihre Tochter das Häschen verjagen, das im Garten Kohl frisst. Das Häschen lädt sie jedes Mal ein, auf sein Schwänzchen zu sitzen und mitzukommen. Das dritte Mal geht sie mit. Das Häschen lässt sie Grünkohl und Hirse kochen, holt die Hochzeitsgäste und sagt dreimal, sie soll aufdecken. Aber das Mädchen weint nur. Als die Tochter das dritte Mal aufdecken soll, stellt sie eine Puppe aus Stroh an den Platz, zieht dieser ihre eigenen Kleider an und geht heim. Das Häschen haut der Puppe an den Kopf, worauf ihr die Haube herunterfällt und sichtbar wird, dass es sich nur um eine Puppe handelt. Da geht das Häschen fort und ist traurig.

## Sprache

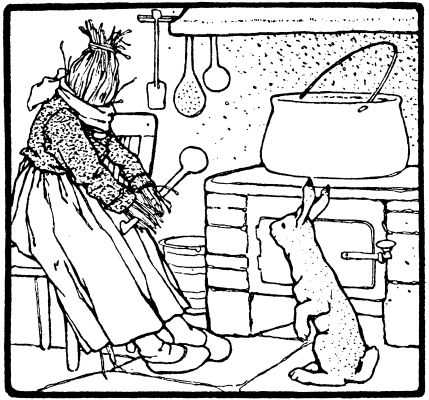
Illustration von Otto Ubbelohde, 1909

Der kurze Text benutzt einfache, kindliche Motive. Das Plattdeutsch ist mangelhaft nachgeahmt, wie auch in Grimms anderen Dialektmärchen. Ein hochdeutscher Einschub in Klammern ergänzt, die Gäste seien Hasen, Krähe und Fuchs seien Pfarrer und Küster, der Altar unterm Regenbogen gewesen, „wie mirs ein anderer erzählt hat“.

## Herkunft
Die Brüder Grimm hatten das Märchen durch einen ausnahmsweise erhaltenen Brief von Georg Friedrich Fallenstein 1815 aus Berlin. Er hörte es von einer alten Bäuerin bei Buckow „im Wendenlande“. Wilhelm Grimm rundete den Text etwas durch Wiederholungen („Mäken will nech“, „Häsichen gäht fort“ u. a.). Den Einschub in Klammer hörte Fallenstein von einem zweiten Erzähler desselben Märchens. Grimms Anmerkung vergleicht dazu „das wendische Spottlied von der lustigen Hochzeit (Herders Stimmen der Völker S. 139)“ und missdeutet Fallensteins Ortsangabe als „Buckow im Mekelnburgischen“. Der Satz „‚schu! schu! du Häsichen, frißt noch allen Koal.‘“ heißt im Original „‚Schu! Schu! du Häsichen, friß nech (friß nicht) allen Koal!‘“, die Hochzeitsgäste sind „freisch“ (gefährlich), nicht frisch. Die verschiedenen Ausgaben bei Grimm unterscheiden sich nicht, nur war der Titel bis zur 3. Auflage Häsichen-Braut. Fallenstein verglich KHM 66a Hurleburlebutz, Grimms Anmerkung KHM 46 Fitchers Vogel. Man kann das Märchen als entschärfte Kinderform des letzteren ansehen (daher Märchentyp 311).